# ليدين فلمز
ليدين فيلمز (باليابانية: 株式会社ライデンフィルム، بالروماجي:  Kabushiki gaisha Raiden Firumu) هو استوديو رسوم متحركة ياباني، تأسس في فبراير 2012، ويقع مقره في سوغينامي (طوكيو)، طوكيو.

## أعمال الاستوديو

### مسلسلات أنمي تلفزيونية
- تيرا فورمارز (2014)
- أسطورة أرسلان (2015 بالتعاون مع سانزيغين)[2]
- يامادا-كن والساحرات السبع (2015)[3]
- هي وقطتها (2016)[4]
- عالم المعكرونة الخاص ببوكو (2016)[5]
- سجلات اكاشيك من مدرب السحر النذل (2017)
- الحب والكذب (2017)
- كيلينغ بايتس (2018)
- هانيبادو! (2018)
- فانتوم إن ذا توايلايت (2018)
- الفتاة الساحرة والعمليات الخاصة أسكا (2019)
- سايونارا واتاشي نو كوراما (2021)
- طوكيو ريفينجرز (2021)

### أونا
- الأغنية المفقودة (2018 بالتعاون مع دوانغو)

### أفلام أنمي
- سايونارا فوتبول (2021)

## وصلات خارجية
- الموقع الرسمي (باليابانية)
- مقالات تستعمل روابط فنية بلا صلة مع ويكي بيانات

لا توجد روابط لمواقع التواصل الاجتماعي.